# Germanizam
Germanizmi su posuđenice i usvojenice u hrvatskom jeziku koje potječu iz njemačkog jezika.
Prema Rječniku lingvističkih pojmova Rikarda Simeona germanizam je:
1. općenito nešto što je svojstveno Njemačkoj, a uvedeno je u drugih naroda ili u druge jezike (običaj, jezik, itd.);
2. osobito pak znači riječ, izraz, konstrukciju svojstvenu njem. jeziku, uzetu samu po sebi ili unesenu u druge jezike, ili pak načinjenu prema njemačkom jeziku;
3. u širem smislu – riječ, izraz ili konstrukcija preuzeta iz bilo kojeg germanskog jezika ili načinjena prema njemu, koja nije u skladu s jezikom u koji je ušla.

Njemački je jezik neko vrijeme bio služben u Hrvatskoj (od 1849. do 1860), a pod germanizacijom, brojni su leksemi prodrli u ljudski govor. Germanizmi su najčešći u kajkavskome narječju, ali posebice u osječkom i zagrebačkom govoru (očitiji je utjecaj njemačkoga jezika u govoru metropole bio izražen u 19. stoljeću).

## Njemačko-hrvatski jezični kontakt
U hrvatskome je jeziku broj germanizama velik, procjenjuje se na najmanje 2000. Možda bi te riječi bolje bilo nazvati austrijacizmima jer su u naš jezik stizale iz austrijskog dijela tadašnje Habsburške Monarhije te je značajan broj tih pozajmica i danas tipičan samo austrijskom i južnonjemačkim dijalektima njemačkoga jezika.
Jaki austrijski utjecaji započeli su u 16. st. stvaranjem Vojne krajine kada se u Hrvatsku i Slavoniju naselio velik broj vojnika s njemačkoga govornog područja i kad su se počele osnivati mnoge njemačke škole. Službeni je jezik Vojne krajine (od osnivanja 1553. pa sve do njena nestanka 1881.) bio njemački.
Prvi su njemačko-hrvatski dodiri, međutim, započeli tri stoljeća ranije, u vrijeme prve njemačke kolonizacije kada je u 13. st., nakon što su Mongoli opustošili ova područja, hrvatsko-ugarski kralj Bela IV. pozvao njemačke stanovnike i podario im posebna prava.
Nakon poraza Turaka kod Beča 1683. na područja Hrvatske i Srbije doseljavaju se pretežito Švabe – stanovnici Švapske, Franačke i Rajne.
Za vrijeme Marije Terezije (die Theresianische Siedlung) na hrvatska se područja 1763. – 1770. doseljava oko 10.000 obitelji, a za vrijeme vladavine Josipa II. (die Josephinische Siedlung)  1782. – 1788. doseljava se oko 3000 obitelji, uglavnom protestanata (Schneeweis, 1960.).
U vrijeme Napoleonovih ratova većina Nijemaca dolazi iz Švapske (zato i naziv Švabo za Nijemca). Švaba je 1945., bez ostalih Nijemaca, na hrvatskome području bilo oko 600.000.
Iako je službeni jezik općine Zagreb do 1848. bio latinski (osim od 1786. do 1790.), jezik kojim je komunicirao obrazovani gornji sloj u 18. i 19. stoljeću bio je njemački. Od 1749. do 1860. izvodile su se isključivo njemačke kazališne predstave. Prve su novine 1789., Der kroatische Korrespondent, izišle na njemačkom jeziku. Govori pri raznim službenim svečanostima držani su na njemačkome, spisatelji su pisali na njemačkome, jezik trgovine i trgovaca bio je njemački, samo su seljaci koristili hrvatski.
Godine 1849. njemački postaje službeni jezik i jezik koji se koristi u školama i takvim ostaje do propasti apsolutizma 1860. kada se hrvatski vraća u službenu uporabu i škole, na pozornicu i u novine, ali se od 1867. uvelike njegovao u višim društvenim slojevima kao otpor sve većoj mađarizaciji.
I na kraju, od 1918. u srednjim se školama njemački običavao učiti više od francuskoga ili engleskoga, a na sveučilištima su katedre i lektorati za njemački jezik bili osnovani prije katedara za druge jezike.
U današnje vrijeme javlja se i stav da se germanizmi zapravo priznaju kao jezik jednoga dijela Njemačko-austrijske manjine (specifično u gradu Zagrebu) pod nazivom purgerski jezik ili Agramer Deutsch. U Osijeku je 2008. izdan Esekerski rječnik koji ima sličnosti s agramerskim. Autor je Velimir Petrović.
Primjera ima više i u svijetu, npr. pensilvanijski njemački.

## Popis germanizama
| Indeks: 0-9 A B C Č Ć D Dž Đ E F G H I J K L Lj M N Nj O P Q R S Š T U V W X Y Z Ž |

### A
- ablendati < abblenden – prigušiti svjetlo, usp. die Blende – zaslon
- ajnc < die Eins – broj jedan (1)
- ajeršpajz < das Ei – jaje (množina Eier – jaja) + die Speise – jelo  –  kajgana
- akšenka < der Achsschenkel – rukavac ili članak osovine
- aktentaška Aktentasche – aktovka ili ručna torba
- ancug < der Anzug – odijelo
- anlaser < der Anlasser – pokretač motora.
Na hrvatskom zbog metateze i alnaser.
- aufenger < der Aufhänger – vješalica, petlja (na odjeći da se može objesiti)
- auspuh < der Auspuff – ispušna cijev, ispušnik

### B
- bajc ili pajc< der Beiz – namakati u sredstvo za skladištenje/čuvanje (drvo ili hranu)
- bauštelac < od riječi die Baustelle – gradilište – radnik na gradilištu
- badecimer < das Badezimmer – kupaonica
- bedinerica < die Bedienerin – spremačica
- beštek < das Besteck – pribor za jelo
- bina < die Bühne – pozornica
- bišobrot < das Bischofsbrot – bišobrot (kruh u koji se stavljaju grožđice i želatinasti bomboni)
- blic < der Blitz – bljesak, bljeskalica
- bluza < die Bluse
- borer < der Bohrer – svrdlo
- bormašina < die Bohrmaschine – bušilica
- bremza < die Bremse – kočnica
- brenati < brennen – (primarno značenje pržiti) urediti kosu škarama za kovrčanje
- brener < der Brenner – plinski plamenik; željezna naprava za kovrčanje kose
- bruh < der Bruch – kila, primarno značenje pukotina, odn. prelom, lom
- buhtla < die Buchtel (austrijski) – vrsta peciva, napuhnjača

### C
- cajger < der Zeiger – kazaljka na satu
- cajtnot < die Zeitnot – vremenska stiska
- cange < die Zange – kliješta
- canšteher < der Zahnstocher – čačkalica
- ceh < die Zeche – ceh; račun
- ceker ili ceger < der Zecker, Zegger ili Zöger (austrijski) – košara ili torba za kupovinu
- ciferšlus < der Ziehverschluss – patentni zatvarač
- cigla < die Ziegel – puna opeka[nedostaje izvor]
- cimer < das Zimmer – soba (također kod nas poznati germanizam cimer fraj)
- cug < der Zug – povlak (u jednom cugu, ili od cuga – naiskap) na njemačkom također u značenju vlak
- curikati/curiknuti < vući natrag (od pridjeva zurück – natrag)
- cvikati < zwicken – poništiti voznu kartu, primarno značenje uštinuti
- cviker(i) < der Zwicker – naočale

### D
- deka < die Decke – pokrivač ili plafon/strop
- dihtung – die Dichtung brtva, usp. glagol dihtati – dichten u značenju brtviti, zaptivati
- dinstati < dünsten – pirjati, usp. der Dunst – para
- dizna – die Düse – sapnica;
- drek < der Dreck – izmet, prljavština
- drot < der Draht – žica
- drukholc < das Druckholz (starinski za das Bügeleisen – glačalo)

### E
- Escajg < essen – jesti zeug – stvar (na njemačkom riječ zastarjela, danas (Ess)besteck, usp. beštek)

### F
- fajnšmeker < der Feinschmecker – gurman, hedonista
- fajrcajg < das Feuerzeug – upaljač
- fajront ili fajrunt < der Feierabend – kraj radnog vremena
- faliti < fehlen – nedostajati, manjkati, izostati
- farba < die Farbe – boja
- fasovati < fassen (primarno značenje obuhvatiti, shvatiti) – dobiti svoje
- fašnik < der Fasching – poklade, karneval
- faširati, odn. faširano< faschieren, faschiert – isjeckati meso, odn. sjeckano meso
- feder – die Feder – opruga (na njemačkom znači također pero)
- felga – die Felge – naplatak;
- fen < Föhn {m}; Fön – topli alpski vjetar; sušilica za kosu
- fišpaprikaš < der Fisch (riba) + paprikaš
- flaša < die Flasche – boca
- fleka < der Fleck – mrlja
- foranga < der Vorhang – zavjesa, zastor (također i firanga)
- forcimer < das Vorzimmer – predsoblje
- foršpan < der Vorspann – kratak uvod, uvodni odlomak (novinskog članka); popis imena glumaca, redatelja, producenata itd. na početku filma
- frajla < das Fräulein – gospođica
- frket < verkehrt – naopako, suprotno, obratno
- friško < frisch – svježe[nedostaje izvor]
- furati < die Fuhre (podvoz, kola, tovar) – voziti
- frištikat < das Frühstück (doručak) – frühstücken doručkovati (također i fruštuk – doručak)
- fuš  < der Pfusch – rad na crno
- fušariti ili (s)fušeriti< pfuschen – žarg. nestručno obaviti posao

### G
- gardina < die Gardine – zavjesa, zastor
- ganjak < der Gang – hodnik
- gastarbajter < der Gastarbeiter – strani radnik u Njemačkoj i Austriji (doslovno "radnik gost")
- gemišt < gemischt – pomiješano
- geltašn < geldtashen – novčanik (doslovno torba s novcem)
- getriba < Getriebe - mehanizam za prijenos snage s pogonskog stroja
- glancati < glänzen – sjajiti se, također i glanc > der Glanz – sjaj
- gletati – gletovati < glätten – izravnati
- graba < der Graben - iskopano udubljenje u zemlji, rov, jama
- grif < der Griff – zahvat; u frazi imati grifa – pren. biti vješt;
- grunt < der Grund (dno, podnožje, podloga, temelj) – zemlja, zemljišni posjed (od toga potječe i imenica gruntovnica)
- gojzerica < der Goiserer (Schuh) – brdska, okovana cipela nazvana po austrijskom gradu Bad Goisern, okovanka
- gvirc, rjeđe gverc < das Gewürz – fermentirano ili nefermentirano alkoholno piće od vode i meda, medovina
- gurtna < Gürtel – opasač, pojas, traka

### H
- hauba < die Haube – pokrivač/poklopac motora, naprava za sušenje kose
- haustor < das Haustor – vrata na ulazu u kućno dvorište, die Haustür kućna vrata
- heftati – heften – pričvršćivati;
- herc < das Herz – srce
- hohštapler < der Hochstapler – samozvanac, umišljena osoba, varalica
- hausmajstor < der Hausmeister – kućepazitelj

### I
- iberlauf < das Überlauf(ventil) = preliv – prelivni ventil

### J
- jegervuršt < Jägerwurst – lovačka kobasica
- junferica <  die Jungfer – djevica;

### K
- kajla – der Keil – klin
- karfiol < der Karfiol (na austrijskom dijalektu) – cvjetača
- kauguma < der/das Kaugummi – guma za žvakanje
- kelner  < Kellner – konobar
- keks < Keks – biskvit
- kibla < der Kübel (uglavnom austrijski dijalekt) – kanta
- kifla < der Kipfel (na austrijskom dijalektu) – vrsta peciva (roščić)
- kinderbet < das Kind (dijete) + das Bett (krevet) – dječji krevet, krevetac
- kirvaj/kirbaj < die Kirchweih – kirvaj (Kirche – crkve, Weihe – posveta: religiozna proslava koja se slavi povodom posvete neke kršćanske crkve, nekada poganska zahvalnica za dobru žetvu i plodnost koji je kasnije preuzela Crkva i dala mu novo značenje)
- klofati < klopfen – udarati, kucati (npr. na vrata) – isprašivati tepihe (kloferom – njem. Klopfer se isprašuju tepisi)
- klot < Glatt – pravo, glatko, ravno
- knap < knapp – tijesno, oskudno, jedva (Malo sam knap s vremenom. Ovo je bilo na knap. > Ovo je bilo gusto/za dlaku.)
- knedla < der Knödel (austrijski, južnonjemački) – okruglica
- kofer/kufer < der Koffer – kovčeg (Pun mi je kufer! > Dosta mi je svega!)
- korpa < der Korb – košara
- koštati < kosten – stajati (u smislu novčane ili druge vrijednosti)
- krafna < Krapfen – prsten (vrsta slatkoga tijesta s nadjevom)
- krafna < Krapfen (austrijski) – vrsta slatkog tijesta s nadjevom prženo u dubokoj masnoći, uštipak, prsten
- kremšnita < Kremschnitte – vrsta kolača
- krampus < der Krampus – krampus (vrag u likovnoj predodžbi s repom i rogovima koji se javlja zločestoj djeci u pričama i običajima)
- krigla < der Krügel (austrijski, južnonjemački) – čaša za pivo s drškom
- krizbam/križbam < der Christbaum – božićno drvce
- krumpir < austr. (zastarjelo, rijetko regionalno) die Grundbirne, ( ili Krummbirne – pogrbljena kruška) koruški krumpir/grumper – krumpir
- kugla < die Kugel – kugla, zrno (metak), tane[2]
- kuglof/kuglov/kugluv < der Gugelhupf (austrijski dijalekt) – kuglof (kolač od dizanog tijesta sa suhim grožđem, okruglasta je oblika sa šupljinom u sredini)
- kupleraj < die Kuppelei – svodništvo; javna kuća; usp. kuppeln – spojiti
- kuplung < die Kupplung – spojka, kvačilo (uređaj za prijenos okretaja u motornom vozilu)
- kvarcanje < Quarzlampe – umjetno sunčanje
- kvirc – vidi gvirc

### L
- lajbek < das Leibchen – prsluk
- lauf < der Lauf – trk, trčanje
- larfa < die Larve – krinka, maska (na hrvatskom zbog metateze i lafra)
- ler < leer – prazan, u leru – u praznom hodu (njem. Leerlauf)
- lifrati < liefern – dostaviti
- lojtre < die Leiter – ljestve

### M
- mansarda < Mansarde – potkrovlje
- majstor < der Meister – zanatlija, znalac
- melšpajz < Mehlspeisen – kolači, poslastice
- miliprot < das Milchbrot, dial. Milichbrot – miliprot (bijeli pšenični kruh koji se sprema za Uskrs i Božić)
- mišafl < Mistschaufel, Kehrschaufel – lopatica za smeće (U Zagrebačkom dijalektu se izgovara miščafl)
- mišung < die Mischung (mješavina)

### N
- nahtkasl < das Nachtkastl, austrijski dijalekt – Kast(er)l je umanjenica od Kasten – ormar  – dakle noćni ormarić
- nojgvirc < das Neugewürz – piment (svojedobno novi začin)

### O
- ofinger < (način izgovora riječi Aufhänger na austrijskom i južnonjemačkim dijalektima), usp. aufenger  – vješalica za odjeću

### P
- pajc > v. bajc
- pofezna < Pofese, Pofesen (pl.) (austrijski, bavarski dijalekti) – pohani kruh
- paradajz < – Paradeiser (austrijski dijalektalno) – rajčica
- plac < der Platz – trg
- peglati < bügeln – glačati, usp. der Bügeleisen – pegla, glačalo,
- penzl < der Pinsel – kist
- penzija < die Pension – mirovina (penzioner – umirovljenik)
- pikzibner < Pik sieben (pikova sedmica – nevažna karta) – izraz koristimo kao "nitko i ništa"
- platfus < der Plattfuß – ravno stopalo
- prezvuršt < die Presswurst – doslovce presana kobasica vrsta kobasice, tlačenica
- poblajhati < bleichen – izbijeliti (još se može reći i zblajhati)
- pofajhtati < feucht – vlažno izraz koristimo za navlažiti
- pofloktati < Flocken – slang riječ za pojesti sve do kraja dolazi od riječi pahuljice
- purger < Bürger – građanin

### R
- rapšicer < der Raubschütze – krivolovac
- ratkapa < die Radkappe – poklopac kotača
- remen < Riemen – pojas
- restati < rösten – dulje vrijeme pržiti (bez mnogo masnoće), tako da krumpir postane hrskav, odn. reš
- resch ili rösch < hrskavo pečen
- rikverc  rückwärts – (u)natrag, (u)nazad
- rolati se < rollen – koturati se[nedostaje izvor]
- rolete < rollo, Rollos – platnena žaluzina
- rolšuhe < die Rollschuhe – koturaljke
- rosfraj < rostfrei – doslovce bez hrđe, tj. nehrđajući
- roštilj < der Rost – rešetka (za pečenje mesa, skraćeno od Bratrost), također gril (njem. der Grill)
- ruksak < der Rucksack – naprtnjača

### S
- sajla < das Seil – (metalno) uže
- sala < der Saal – dvorana
- sekirati (se, koga) < sekkieren (austrijski) – brinuti, smetati, opteretiti brigama

### Š
- šajba < die Scheibe – ploča, pločica, disk
- šaht < der Schacht – okno, otvor za kanalizaciju
- šalter < der Schalter – prekidač; šalter (na pošti, kolodvoru, u banci)
- šamrl < das Schammerl (austrijski) – stolac bez naslona, tronožac
- šank < die Schank (austrijski), Ausschank, također die Schenke
- šaraf < dijalektalni južnonjemački i austrijski način izgovora riječi die Schraube – vijak, zavrtanj
- šarmer < Charmeur – zanosan, dražestan, ljubak, očaravajuć
- šeflja < Schaufel, Schippe – kutljača
- šihta <  die Schicht – smjena
- šircl <  die Schürze – pregača
- širhakl (širajzl) < der Schürhaken, das Schüreisen – žarač
- šlafcimer < das Schlafzimmer – spavaća soba
- šlag < der Schlag – udarac, udar; kap (srčana i moždana); tučeno slatko vrhnje
- šlager < der Schlager
- šlafrok < schlafen (spavati) + der Rock (suknja, haljina) – kućna haljina
- šlagvort < das Schlagwort – krilatica, geslo, parola
- šlajdrati < schleudern – proklizati se, zanijeti se
- šlajfati < schleifen – izbrusiti
- šlank < schlank – mršav
- šlape < der Schlappen ili Schlapfen (na austrijskom i bavarskom dijalektu) – papuče
- šlauf < der Schlauch – gumena cijev; mijeh
- šnupftuh < das Schnupftuch – maramica
- šlampav < schlampig – neuredan, nemaran, površan
- šlempav < schlumper – majmun (pogrdno)
- šlamperaj< die Schlamperei – nemarnost, neurednost, traljavost
- šleper < der Schlepper – tegljač
- šlus < der Schluss – kraj
- šljaka < die Schlacke (drozga, šljaka, talog; troska, ostaci izgorjelog koksa, ugljena) – rad, posao  (glagol je  šljakati, a onaj tko "šljaka" je šljaker)
- šmekt, šmeka < schmeckt – ukusno je
- šminka < die Schminke
- šmucig < schmutzig – zmazan (Purgerski), umazan, prljav (Purgerski – sprljan)
- šnajder < der Schneider – krojač
- šnala < Schnalle – kopča
- šnicla < das Schnitzel – odrezak
- šnit < der Schnitt – rez
- šnita < die Schnitte – kriška
- špahtla < der Spachtel – lopatica za struganje gipsa, boje...
- špancir < spazieren – šetati
- špajscimer < das Speisezimmer – trpezarija
- špajza < die Speis (austrijski, južnonjemački), die Speisekammer – smočnica
- španga < die Spange – broš, nakit za kosu
- šparhet (špaher, šporer)  < der Sparherd od sparen – štedjeti; Herd – žarište, grijna ploča (izraz koristimo za štednjak)
- špek < der Speck – slanina
- špenadla < die Nadel – igla
- špic < der Spitz (austrijski, južnonjemački) za die Spitze – šiljak, vrh
- špica < die Spitze – šiljak, vrh; skraćeno za die Spitzenzeit – vrijeme vreve, najgušćeg prometa
- špigla < der Spiegel – ogledalo ili zrcalo
- špil < das Spiel (primarno značenje igra) – skupina predmena za društvene igre, npr. špil karata
- špotati < spotten – izrugivati se (zapravo ga koristimo u značenju prekoravati koga, ljutiti se na koga)
- šprehati < sprechen – govoriti
- šprica < die Spritze – brizgalica, štrcaljka; injekcija
- špricer < gespritz (na austrijskom dijalektu) – gaziran
- špur(a) < die Spur – traka/kolotrak
- šrafciger (šerafnciger) < der Schraubenzieher –  odvijač
- štab < der Stab – štap; osoblje (izraz koristimo za stožer)
- štambilj < der Stempel – žig
- štand < der Stand – prodajno ili izložbeno mjesto na sajmu
- štanga < die Stange – motka, pritka, šipka
- štaubšećer, štaubcuker < njem. Staubzucker, der Staub – prašina (izraz koristimo za šećer u prahu)
- štaubzauger < der Staubsauger od Staub – prašina i saugen – sisati – usisavač
- šteker < der Stecker – utičnica (od glagola stecken – stavljati, pričvrstiti)
- štift < der Stift – čavao bez glavice, također znači također obična (drvena) olovka (skraćeno od Bleistift)
- štih < der Stich (primarno značenje bod ili ubod) – bod u kartanju, primjesa okusa/mirisa
- štikla < der Stöckel – visoka potpetica
- štirka < die Stärke – škrob, usp. glagol štirkati rublje
- štimati < stimmen – biti točan/u redu; ugađati žice glazbala
- štimung < die Stimmung – raspoloženje, ugođaj, atmosfera
- štof < Stoff – materijal
- štokrla < Stockerl (austrijski, južnonjemački) – stolac
- štos < der Stoß – potisak, udarac; hrpa, recimo štos papira
- štrebati < streben – nastojati, težiti (štreber (der Streber – austrijski) učenik koji uči i bez razumijevanja, samo da bi znao podatke > strebern (dijalektalno austrijski) – učiti na takav način)
- štrik < der Strick – uže, konopac
- štrikati < stricken – plesti
- štruc < der Strutz (austrijski dijalektalno, rijetko) – komad, oblik kruha, vekna
- štrudla < der Strudel – pita savijača, primarno značenje na njemačkom: vir (u vodi)
- šub < der Schub – potisak, u frazi od šuba – odmah, iz prve
- šuft < der Schuft – hulja, lopov, lupež, nitkov
- šukara < die Schubkarre – vrtna kolica
- šuster < der Schuster – postolar, cipelar
- švercer < der Schwärzer – krijumčar

### T
- tipl < der Dübel – usadak u koji se navrće vijak, učvrsnica
- tipfeler < der Tippfehler – zatipak, tiskarska greška
- tišler < der Tischler – stolar
- trajbana jaja < treiben – gurati (u hrv. jeziku izraz koristimo za kajganu)
- trefiti < treffen – pogoditi (svršeni oblik je potrefiti)
- trotl < der Trottel – nespretnjaković, šeprtlja, šonjo

### V
- veker(ica) < der Wecker – budilica
- veš < die Wäsche – rublje
- vešmašina < die Waschmaschine – perilica rublja
- vic < der Witz – šala
- viršla < das Würstel (deminutiv riječi Wurst na austrijskim i južnonjemačkim dijalektima  – kobasičica) < Wurst – hrenovka
- vekna < der Wecken (austrijski, južnonjemački, umanjenica: das Weckerl) – oblik kruha duguljasti kruh

### Z
- ziher < sicher – siguran, sigurna, sigurno (osoba koja ne voli riskirati je ziheraš)
- zihernadla, ziherica – die Sicherheitsnadel od riječi: sicher/Sicherheit i Nadel – sigurno/sigurnost i igla, sigurnosnica
- zrihtati einrichten, odn. richten (austrijski, južnonjemački dijalekti) nešto urediti, srediti,

Richtung – moda, modna linija, znači urediti/obući se po zadnjoj modi

### Ž
- žemlja < die Semmel – pecivo za doručak, kruščić

Brojne su riječi smatrane germanizmima, premda i u samome njemačkome vuku korijene iz drugih jezika (npr. dijalekt. paradajz, rajčica), ali ih nazivamo germanizmima po jeziku iz kojeg smo te riječi preuzeli.
Germanizmi su, zbog političkih i prostornih dodira s hrvatskim jezikom, postali dio hrvatskoga jezika. Neki germanizmi, primjerice šminka, dio su standardnog jezika jer za njih nemamo odgovarajuće zamjene, a neki su prilično česti, primjerice cigla, ali i za njih imamo hrvatske zamjene (opeka).

## Prevedenice
U germanizme se ubrajaju i neki izrazi doslovce prevedeni s njemačkog, a koji se danas vrlo često rabe u nestandardnim varijetetima: doći k sebi (zu sich kommen) umjesto osvijestiti se; bez da (od veznika ohne dass odnosno ohne zu) umjesto a da ne/nije, sjesti se umjesto sjesti, glagol raditi koji se upotrebljava i gdje se u standardu ne rabi: raditi frizuru umjesto frizirati ili šišati, raditi kolače umjesto peći kolače, raditi od buhe slona umjesto praviti od buhe slona, što je također doslovce prevedeno s njemačkoga. Česti germanizmi također su izrazi jučer navečer (gestern Abend) umjesto sinoć, danas ujutro (heute Morgen) umjesto jutros, danas navečer (heute Abend) umjesto večeras.
U doba Austro-Ugarske, a i kasnije, bili su, prije svega u sjeverozapadnim dijelovima Hrvatske, u razgovornom jeziku u upotrebi mnogi iskrivljeni njemački izrazi poput kisdihant (od küß die Hand – ljubim ruku), pozdrav kojim su djeca pozdravljala starije, a prije svega kavaliri dame (kisdihant milostiva).

## Poveznice
- Njemački prefiksi